# 追手門学院大学いじめ自殺事件
追手門学院大学いじめ自殺事件（おうてもんがくいんだいがくいじめじさつじけん）は、2007年（平成19年）6月8日に大阪府茨木市の追手門学院大学に通う在日インド人学生が神戸市の自宅のマンションから飛び降り自殺をした事件。

## 概要
いじめを苦にしていたことを示す遺書が残されていたにもかかわらず、大学は調査を行わなかった。その後、遺族、一部教員、弁護士などからも調査を求められたものの法人側は「大学と小中高（のいじめ）は異なる」「別の弁護士は調査の必要がないと言った」と放置を続けた。さらには遺族の窓口となっていたゼミ担当教授を、この問題から外し、その上で「遺族から要望がなかったので調査しなかった」とした。
その約1年後に、亡くなった学生の父親も「息子に会いに行く」と言い残し、同じ場所から飛び降り自殺をした。
2010年（平成22年）12月27日、同大学の理事長が第三者委員会による調査報告書を公表し「いじめの存在を否定できない」として、公式に謝罪すると共に幹部8人の処分を検討すると発表した。自殺した学生が所属していた経営学部学部長は、引責辞任を申し出た。
男子学生の友人によれば、男子学生は遊び仲間だった複数の学生から人前でズボンを脱がされる、花火を直接向けられる、あだ名にイスラム過激派テロリストのウサーマ・ビン・ラーディンの名前を付けられるなどのいじめを受けていた。また「お前をいじることが最近一番楽しい」、「お前を見ているとなんかイライラする」などの暴言も受けていた。
追手門学院大学では事件発生日（6月8日）を、この事件を風化させないために「安全を考える日」に定めている。